# Arctosa subamylacea
Arctosa subamylacea är en spindelart som beskrevs av Friedrich Wilhelm Bösenberg och Embrik Strand 1906. Arctosa subamylacea ingår i släktet Arctosa och familjen vargspindlar. Inga underarter finns listade i Catalogue of Life.